# Crab Orchard (Kentucky)
Crab Orchard è un comune degli Stati Uniti d'America, situato nello Stato del Kentucky, nella contea di Lincoln.